# Casimiro Ferrari
Casimiro Ferrari (Lecco, 18 giugno 1940 – Lecco, 4 settembre 2001) è stato un alpinista italiano, noto specialmente per le sue scalate sulle vette andine in Patagonia che gli hanno valso il titolo di Cavaliere della Repubblica per meriti alpinistici nel 1977.

## Biografia
Nato a Lecco nel 1940, iniziò in giovane età a lavorare come operaio trafiliere. A 18 anni entrò a far parte del gruppo alpinistico Ragni di Lecco e a 21 del Club Alpino Accademico Italiano. Nel 1965 si recò per la prima volta in Sud America assieme all'amico Carlo Mauri, un viaggio che segnò indelebilmente la sua successiva carriera.
Nel 1969 scalò il Jirishanca con la spedizione Cassin. Nel 1974 avviene quella che è considerata la sua impresa migliore: la prima ascensione del Cerro Torre, lungo l'inviolata parete Ovest, compiuta nel 1974 con i ragni Mario Conti, Pino Negri e Daniele Chiappa. Seguirono negli anni successivi la Sud-Ovest dell'Alpamayo con la spedizione Busnelli, il Pilastro Est del Fitz Roy, salito con Vittorio Meles nel 1976, e il Pilastro Nord-Est del Cerro Murallon, centrato con Carlo Aldé e Paolo Vitali.
La sua ultima grande scalata è del 1994 quando, cinquantatreenne e già malato di quel tumore che sette anni dopo l'avrebbe portato alla morte, scalò la parete Est dell'Aguja Mermoz.

## Principali tappe della sua carriera
- 1960: Apertura della “via dei Ragni” sul Torrione Magnaghi Meridionale (Grignetta, Lecco) con Giuseppe Conti (26 aprile)
- 1960: Ripetizione della via Brandler-Hasse (N della Cima Grande di Lavaredo) con Nando Nusdeo.
- 1961: Grave incidente mentre ripete in invernale la via Panzeri sul Torrione Magnaghi Meridionale: trascinato nel vuoto dalla caduta del compagno, precipita per oltre 40 metri.
- 1961: Ripetizione della via Tissi (Torre Venezia)
- 1961: Ripetizione della via Cassin (Torre Trieste)
- 1963 Prima ripetizione invernale della via Paolo VI (Tofana) con Felice Anghileri
- 1965 Prima ripetizione invernale dello Spigolo Nord del Pizzo Badile con Aldino Anghileri e Pino Negri
- 1966 Prima salita assoluta al Monte Buckland (1600 m Terra del Fuoco). Spedizione composta da Carlo Mauri, Giuseppe Pirovano, Guido Machetto, Cesare Giudici, Gigi Alippi 1966 Sale l'Aconcagua
- 1968 Apertura della “via dei Ragni” alla Corna di Medale (31 marzo-1º aprile) con Guerino Cariboni
- 1968 Apertura della “via CAI Belledo” sulla Mongolfiera (Grignetta) con Guerino Cariboni, Pino Negri, Carlo Mauri.
- 1968 Apertura della “via dei Ragni” al Grand Capucin (29 giugno-1º luglio) con Aldo Anghileri, Pino Negri, Carlo Mauri, Guerino Cariboni, Angelo Zoia ("Angelin de Meda") (“via Lecco” secondo la guida Monte Bianco CAI-TCI del 1994.
- 1969 Via nuova sulla parete ovest dello Jirishanca con Riccardo Cassin, Natale Airoldi, Gigi Alippi, Giuseppe Lafranconi, Annibale Zucchi, Sandro Liati.
- 1970 Partecipa al tentativo dei Ragni di Lecco alla Ovest del Cerro Torre.
- 1972 Nevado Huantsan Oeste, parete ovest. Prima assoluta alla vetta (Perù Cordillera di Huayhuash) con Gigi Alippi, Sandro Liati (spedizione del CAI di Gallarate)
- 1973-1974 Cerro Torre. Spedizione dei Ragni di Lecco alla parete ovest. Componenti: Casimiro Ferrari (capospedizione), Pierlorenzo Acquistapace (Canella), Gigi Alippi, Daniele Chiappa, Mario Conti (Zenin), Claudio Corti (Marna), Giuseppe Lafranconi, Mimmo Lanzetta, Pino Negri, Ernesto Panzeri, Sandro Liati (medico) Angelo Zoia. In vetta (il 14 gennaio 1974): Casimiro Ferrari, Mario Conti, Daniele Chiappa, Pino Negri.
- 1974: Prima invernale della via Messner-Holzer parete SE Castello della Busazza con Vittorio Meles.
- 1975: Alpamayo, parete S.O prima salita (“via dei Ragni”, oggi nota come “canaleta Ferrari”) con Pinuccio Castelnuovo, Sandro Liati, Pino Negri, Angelo Zoia e Danilo Borgonuovo
- 1976 Fitz Roy, prima salita del “pilastro est” con Vittorio Meles (“certamente la più bella parete rocciosa del globo”, secondo Giampiero Motti)
- 1977 Monti Kenya e Kilimangiaro, con Luigino Airoldi, Gigi Alippi, Mario Conti, Emilio Valsecchi (Lupetto), Sandro Liati.
- 1979 Nevado Sarapo nuova via per la parete SO con Giuliano Maresi, Vittorio Meles, Maurizio Scaioli (Diabolik), Sandro Liati, Bruno Lombardini (spedizione CAI Ballabio)
- 1984 Cerro Murallon, sperone centrale pilastro NE con Carlo Aldè e Paolo Vitali (ai tentativi hanno partecipato anche Fabio Lenti e Marco Ballerini)
- 1985 Prima ripetizione italiana della via franco-canadese all'Ama Dablam (Giuliano Maresi, Bruno Lombardini, Carlo Aldè, Mario Panzeri, Danilo Valsecchi)
- 1986 Cerro Norte, prima salita per la parete est con Giuliano Maresi
- 1987 Tentativo allo Shisha Pangma
- 1987 San Lorenzo, variante diretta alla cresta NE con Annibale Borghetti, Danilo Valsecchi, Maurizio Villa.
- 1988 Cerro Riso Patron prima assoluta e invernale con Bruno Lombardini ed Egidio Spreafico durante la prima traversata invernale dello Hielo Patagonico compiuta con Carlo Buzzi, Giuliano Maresi, Luciano Spadaccini, Annibale Borghetti, Luigi Corti.
- 1989 San Valentin, sperone SO via nuova e prima assoluta invernale con Giuliano Maresi, Egidio Spreafico, Carlo Buzzi.
- 1991 Makalu, parete ovest. Spedizione dei Ragni di Lecco con Lorenzo Mazzoleni, Marco Negri, Mario e Salvatore Panzeri, Dario Spreafico. Il tentativo si arresta intorno ai 7.050 metri.
- 1992 Aguja Bifida, spigolo est con Manuele Panzeri e Corrado Valsecchi
- 1993 Cerro Grande, parete sud con Damian Fridman
- 1993 Cerro Hemul con Gastone Aldé
- 1994 Aguja Mermoz parete E con Martin Cevallos
- Tentativi alla parete nord ovest del Cerro Piergiorgio
- 31 dicembre 1996 inaugura il “Rifugio Carlo Mauri” a Punta del Lago

### Filmografia
- Jirishanka, il Cervino delle Ande, di Renato Cèpparo e Riccardo Cassin (1970)
- Torre del Vento, di Mimmo Lanzetta, Riccardo Cèpparo e Casimiro Ferrari, produzione Ragni di Lecco (1974)
- Alpamayo Parete Sud Ovest, di Riccardo Cèpparo e Casimiro Ferrari, testi e regia di Riccardo Cèpparo, produzione Franco Busnelli (1975)
- Fitz Roy Pilastro est, di Riccardo Cèpparo e Casimiro Ferrari, produzione Starlight (1976)
- Ama Dablam, di Casimiro Ferrari

| Controllo di autorità | VIAF (EN) 38067657 · SBN SBLV253330 · GND (DE) 132029197 |